# Templo Nan Tien
Nan Tien é um templo budista inaugurado em outubro de 1995, localizado na cidade australiana de Wollongong, que fica a 80 km ao sul de Sydney. 
O templo pertence à ordem Fo Guang Shan de Taiwan.

## Significado
Nan Tien é um termo chinês que significa "paraíso do sul". 